# بيورن غونار اولسن
بيورن غونار اولسن هو كاتب سير وصحفي نرويجي، ولد في 1942، وتوفي في 1992.